# Середа, Григорий Лукич
Григорий Лукич Середа (25 октября 1919, Павло-Григоровка, Екатеринославская губерния — 7 декабря 1989, Орджоникидзе, Днепропетровская область) — советский хозяйственный, государственный и политический деятель, Герой Социалистического Труда (1958).

## Биография
Родился 25 октября 1919 года в селе Павло-Григоровка. Член КПСС.
С 1940 года — на хозяйственной, общественной и политической работе. В 1940—1990 годах — мастер на шахте имени Ильича в Кривом Роге, в действующей армии, горный мастер на шахте № 11 города Марганца, заведующий шахтой, главный инженер рудоуправления имени Максимова, управляющий рудоуправлением имени Орджоникидзе треста «Никополь-Марганец» Днепропетровской области Украинской ССР, директор треста «Орджоникидзе — Марганец», директор Орджоникидзевского горно-обогатительного комбината.
Указом Президиума Верховного Совета СССР от 19 июля 1958 года присвоено звание Героя Социалистического Труда с вручением ордена Ленина и золотой медали «Серп и Молот».
За организацию рациональной разработки недр и рекультивацию земель на марганцеворудных карьерах Оржоникидзевского горно-обогатительного комбината был удостоен в составе коллектива Государственной премии СССР 1988 года.
Умер 7 декабря 1989 года в Орджоникидзе.

### Научные труды
- Рациональная разработка недр, охрана природы на	карьерах / А. А. Колбасин, Г. Л. Середа, Б. Н. Тартаковский ; др. — М. : Недра, 1983. — 118 с.